# Хаймуди, Джамель
Джаме́ль Хаймуди́ (араб. جمال حيمودي‎; 10 октября 1970, Оран, Алжир) — алжирский футбольный судья., один из судей финальной стадии чемпионата мира 2014 года в Бразилии. Судит международные матчи с 2004 года. Судил на Кубке африканских наций 2008, Молодёжном чемпионате мира 2011 и Кубке африканских наций 2012. Также он судил множество матчей африканской Лиги чемпионов, так же как и отборочные матчи чемпионата мира. В 2012 году включён в число судей Клубного чемпионата мира 2012.
Один из судей розыгрыша финального турнира чемпионата мира 2014 года в Бразилии. 12 июля 2014 он судил матч за 3-е место между сборными Бразилии и Нидерландов, где, по мнению многих специалистов, допустил несколько грубых ошибок.